# Onocephala
Onocephala is een kevergeslacht uit de familie van de boktorren (Cerambycidae). De wetenschappelijke naam van het geslacht werd voor het eerst geldig gepubliceerd in 1843 door Sturm.

## Soorten
Onocephala omvat de volgende soorten:
- Onocephala aulica Lucas, 1859
- Onocephala diophthalma (Perty, 1832)
- Onocephala lacordairei Dillon & Dillon, 1946
- Onocephala lineola Dillon & Dillon, 1946
- Onocephala obliquata Lacordaire, 1872
- Onocephala rugicollis Thomson, 1857
- Onocephala suturalis (Bates, 1887)
- Onocephala tepahi Dillon & Dillon, 1946
- Onocephala thomsoni Dillon & Dillon, 1946
- Onocephala vittipennis (Breuning, 1940)